# Фальцес
Пфальцен (нім. Pfalzen), Фальцес (італ. Falzes) — муніципалітет в Італії, у регіоні Трентіно-Альто-Адідже,  провінція Больцано.
Пфальцен розташований на відстані близько 550 км на північ від Рима, 105 км на північний схід від Тренто, 55 км на північний схід від Больцано.
Населення — 2761 особа (2014)
Щорічний фестиваль відбувається 5 червня. 

## Демографія
Населення за роками:

Станом на 1 січня 2023 року в муніципалітеті офіційно проживало 107 іноземців з 25 країн, серед них 40 громадян країн Євросоюзу та 3 громадяни України.

## Сусідні муніципалітети
- Бруніко
- К'єнес
- Гаїс
- Сан-Лоренцо-ді-Себато
- Сельва-дей-Моліні